# Gymnobucco
Genre
Le genre Gymnobucco comprend 4 espèces de Barbicans, petits oiseaux africains de la famille des Lybiidae.

## Liste d'espèces
D'après la classification de référence (version 2.2, 2009) du Congrès ornithologique international (ordre phylogénique) :
- Gymnobucco bonapartei – Barbican à gorge grise
- Gymnobucco sladeni – Barbican de Sladen
- Gymnobucco peli – Barbican à narines emplumées
- Gymnobucco calvus – Barbican chauve